# Tony Rodian
Tony Rodian (13 de noviembre de 1931 − 19 de abril de 1995) fue un actor de nacionalidad danesa.

## Biografía
Su nombre completo era Kaj Tonny Rodian Gress, y nació en Frederiksberg, Copenhague (Dinamarca). Alumno de Hans Egede Budtz, Rodian debutó haciendo parodia en Københavnerkroen en julio de 1949. Tuvo éxito, pero se dedicó al cabaret romántico, actuando por ejemplo en el Dyrehavsbakken y en diferentes shows de variedades. Trabajó también como animador y presentador televisivo. Sin embargo, tuvo problemas de carácter mental y alcoholismo, que no ocultó.
Durante un tiempo estuvo casado con la actriz Sigrid Horne-Rasmussen. Tony Rodian era hermano de las actrices Helle Hertz y Lone Hertz, y tío de los intérpretes Anders Peter Bro, Nicolas Bro, Laura Bro y Steen Stig Lommer.
Tony Rodian falleció en Frederiksberg en el año 1995. Fue enterrado en el Cementerio Frederiksberg Ældre Kirkegård.

## Filmografía
- 1954 : Sukceskomponisten
- 1967 : Mig og min lillebror
- 1976 : Den korte sommer
- 1976 : I løvens tegn